# Limnophora apiciseta
Limnophora apiciseta är en tvåvingeart som beskrevs av Fritz Isidore van Emden 1965. Limnophora apiciseta ingår i släktet Limnophora och familjen husflugor. Inga underarter finns listade i Catalogue of Life.